# Apocephalus miricauda
Apocephalus miricauda är en tvåvingeart som beskrevs av Borgmeier 1971. Apocephalus miricauda ingår i släktet Apocephalus och familjen puckelflugor. Inga underarter finns listade i Catalogue of Life.